# Jeff Bergman
Jeffrey Allen "Jeff" Bergman (født 10. juli 1960) er en amerikansk komiker og skuespiller.